# Hammer Smashed Face
Hammer Smashed Face este un EP al trupei Cannibal Corpse lansat în 1993 prin casa de discuri Metal Blade Records. 

## Piese
1. "Hammer Smashed Face"  – 4:04
2. "The Exorcist"  – 4:37
3. "Zero the Hero" (cover Black Sabbath) – 6:35
4. "Meat Hook Sodomy" – 5:47
5. "Shredded Humans" – 5:12